# Rhododendron yungchangense
Rhododendron yungchangense är en ljungväxtart som beskrevs av J. Cullen. Rhododendron yungchangense ingår i släktet rododendron, och familjen ljungväxter. Inga underarter finns listade i Catalogue of Life.